# Château d'Oricourt
Le château d'Oricourt, en Bourgogne-Franche-Comté, est un château fort à double enceinte édifié vers le milieu du XIIe siècle.

## Histoire

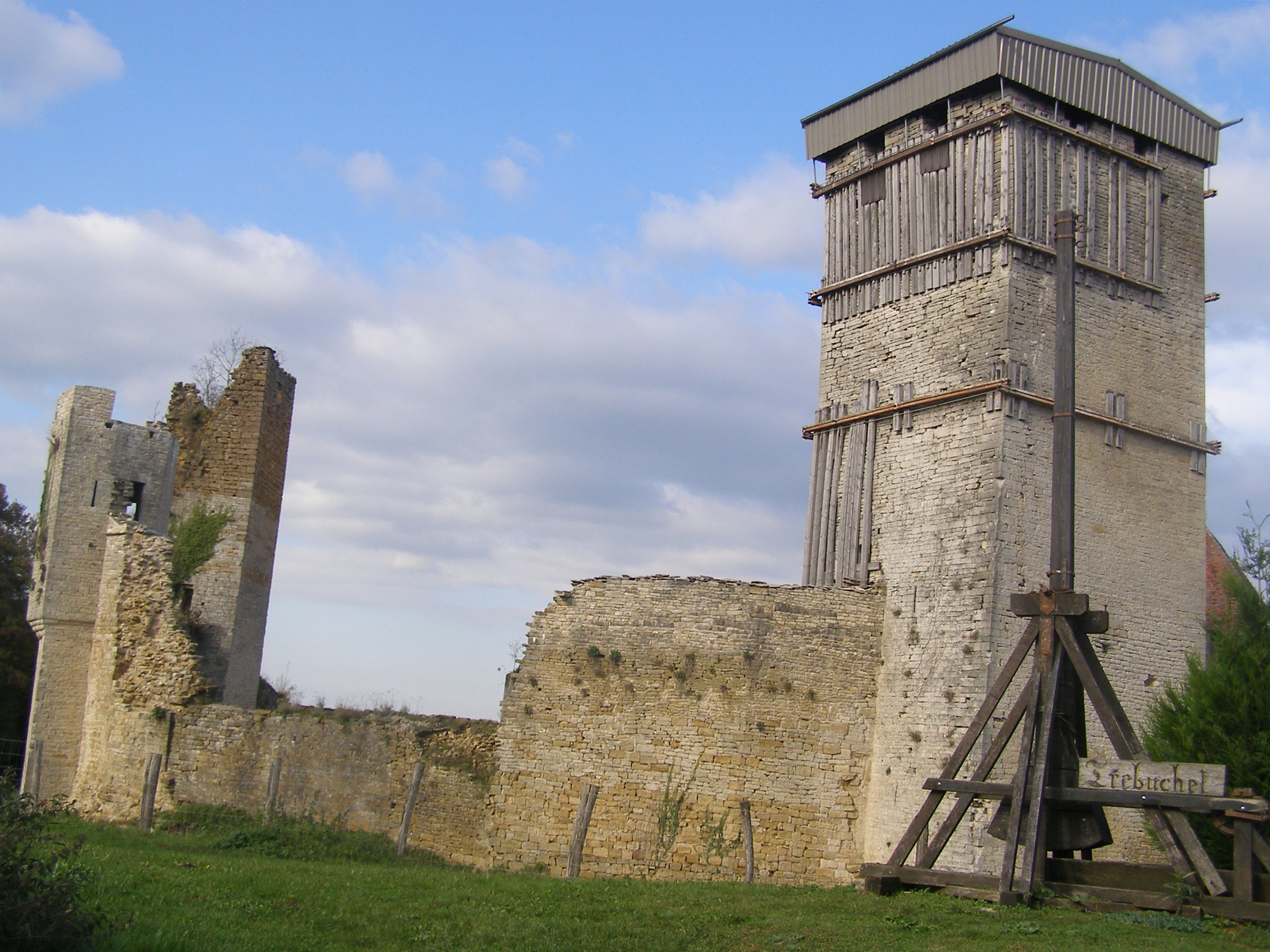
Une autre vue des vestiges du château.

La construction du château d'Oricourt commença vers le milieu du XIIe siècle. Gaucher, connétable du comte de Bourgogne, Otton de Méranie, était seigneur d'Oricourt dans les années 1170, c'est à lui que nous devons l'essentiel de l'ensemble castral. 
Au XVe siècle, le chancelier de Bourgogne Nicolas Rolin, célèbre pour avoir été immortalisé par Jan Van Eyck, en devint le propriétaire.
Après cela, le château passa aux mains des Blâmont, riche famille lorraine issue des Salm, qui possédaient d’importantes seigneuries et rassemblant de nombreux vassaux. Cette puissance leur conférait une grande indépendance. Entre leurs mains, le château connut une période troublée. Leur fils Jean, seigneur de Vellexon, de Vaire et d’Oricourt, en guerre contre son frère aîné, Henri, sire de Blâmont, fit donation de ses biens à son cousin Guillaume de Vienne. Dans son testament rédigé en 1408, il la révoqua en faveur d’Henri avec qui il s’était réconcilié.
En août 1409, Henri laisse alors Oricourt à son fils aîné, Thiébaut II. Malgré un arrêt du Parlement de Dole maintenant Guillaume de Vienne dans ses droits, Thiébaut II de Blâmont s’approprie aussitôt les seigneuries qu’il revendique au nom de son père. Il installe des soldats dans ses châteaux. Ses troupes dévastent le pays autour de Vellexon. Le duc de Bourgogne, prenant fait et cause pour Guillaume de Vienne, convoque ses vassaux et fait mettre le siège devant Vellexon. Au bout de plusieurs mois et à l’aide de canons, la place est enfin gagnée. Sur ordre du duc, elle est ensuite complètement détruite. Puis, ce dernier prend possession d’Oricourt le 16 février 1410. Ses envoyés placent sur le château ses étendards .
La détermination de Jean sans Peur et sa puissante effrayent la garnison du château d’Oricourt qui préfère se soumettre comme l’a fait celle de Vaire. Le château est donc épargné, ses hautes tours menaçantes aux étroitesses n’étant plus en mesure de résister à une armée moderne. Le perfectionnement de l’artillerie va bientôt rendre inutiles de telles fortifications. Finalement, Guillaume de Vienne et Thiébaut parviennent à un accord. Le duc lève la confiscation des seigneuries appartenant à Thiébaut et en 1423, son frère Jean se reconnaît  du duc pour le chastel et forteresse d’Oricourt. Un  est alors établi.
Claude François de Cordemoy, seigneur de Francalmont, est issu d’une vieille famille de Vesoul, fraîchement anoblie. Son aïeul, Antoine Cordemoy, est notaire à Vesoul, tabellion général au comté de Bourgogne. La génération suivante accède à la noblesse en 1600. Claude François de Cordemoy, né en 1628, hérite de la terre de Francalmont de son frère Oudot. Il poursuit l’ascension sociale de ses prédécesseurs : abandonnant la robe, il s’illustre, en tant que soldat, pendant les guerres d’Italie. Ses exploits militaires et les services rendus par son frère Oudot, lui valent d’être créé chevalier par  de 1656.
Armoiries martelées de la famille de Cordemoy, au-dessus de la porte d’entrée du grand corps de logis.
Sa forte personnalité marquera la vie d’Oricourt où il va régner en maître pendant cinquante ans. Il habite au château durant la belle saison, avec sa première épouse, Anne de Bosredon, dame de Savigny et ses enfants. Avisé et prudent en affaires, il fait preuve néanmoins d’une grande opiniâtreté. Ainsi, en cette année 1680, il tombe malade et doit aller se faire soigner à Vesoul. Claude François confie alors la garde du château à sa fille aînée, Gabrielle, âgée à peine de 16 ans. Celle-ci profite de l’absence de son père pour s’enfuir et rejoindre, en contrebas du château, un jeune et bel officier de cavalerie, Mathieu Vincent, seigneur de Montjustin. Ils se marient aussitôt. Le sieur d’Oricourt, profondément blessé par cet affront à son autorité, déshérite sa fille qu’il refuse de revoir, la considérant désormais comme morte.
En 1700, Claude-François de Cordomoy, alors âgé de 74 ans, achète, moyennant finance, l’office de Lieutenant des maréchaux de France pour le bailliage de Vesoul. Cette charge lui donne le pas dans les cérémonies publiques immédiatement après les gouverneurs, lieutenants généraux et lieutenants des Provinces.
De sa seconde union avec la jeune Anne-Claude de Crosey, Claude François a encore de nombreux enfants, dont sept lui survivront. À son décès, à la fin de l’année 1706, il laisse Oricourt à son fils aîné Claude Pelage, tout en réservant l’usufruit de l’ensemble de ses biens à sa veuve qui vivra jusqu’en 1743. En 1708, Gabrielle intente un procès à sa marâtre et à ses demi-frères et sœurs pour retrouver sa part d’héritage mais elle échoue et n’obtient même pas le droit de chasser sur les terres de son père.
Ce procès très important, de plus de 150 témoignages, nous permet de mieux comprendre le quotidien d’Oricourt à la fin du XVIIe siècle. La  est définitivement française depuis seulement deux ans à l’époque du mariage de Gabrielle. Les témoins de ce procès font souvent référence à des évènements importants pour dater leur récit. Beaucoup parlent des missions organisées dans les paroisses pour faire face à l’influence de la religion protestante et d’autres situent leur témoignage par rapport à , 1694. En effet, de 1690 à 1709, la France va connaître une période de météorologie défavorable, de mauvaises récoltes et de disette.
En 1761, Claude Pelage, sans descendance, lègue le château et la seigneurie à Jeanne Claude, fille de son frère, Claude François de Cordemoy, sire de Francalmont, à l’occasion de son mariage avec François Gabriel, marquis de Chapuis.
En 1761, à l’occasion de son mariage avec Jeanne Claude de Cordemoy, François Gabriel, marquis de Chapuis, est seigneur d’Oricourt. En outre, il occupe les fonctions de conseiller au Parlement de Besançon, seigneur de Mont-le-Vernois et Rosières-sur-Mance ; et son père lui laisse bientôt sa charge de . À la tête d’une fortune considérable, il sera le dernier seigneur d’Oricourt.
La Révolution n’entame que partiellement la fortune foncière du marquis de Chapuis dont les trois fils ont émigré. Seuls, le moulin d’Oppenans et une parcelle de bois sont vendus comme biens nationaux. De l’ancienne seigneurie d’Oricourt, l’ex-président du Parlement conserve deux beaux domaines et la plupart des forêts.
Le fils aîné de François Gabriel Chappuis de Rozières et de Jeanne Claude de Cordemoy, Marie Gabriel, épouse à la mairie d’Oricourt en 1825 Anne Geury, dont il avait eu un enfant 11 ans auparavant. Cet enfant, Florent Jean Gabriel, légitimé lors du mariage de ses parents, s’unit à Claire Rosalie Zoé de Fraguier. Leur fille, Gabrielle Pélagie Irmine, apporte les terres et la maison aux de Grivel lors de son mariage avec Hippolyte, capitaine au long cours.
Vers 1864, le vicomte Hippolyte de Grivel, capitaine au long cours, lors de son mariage avec Gabrielle Pélagie Irmine Chappuis de Rosières, prend possession du château. En 1867, il fait relever le grand bâtiment de ferme, détruit par un incendie. Son blason est encore visible au-dessus de la porte de la grange.
Le château, devenu simple ferme, sombre alors dans l’oubli, subissant au fil des ans, des transformations dictées par les besoins de l’exploitation agricole et qui font disparaître une partie de ses fortifications. Pourtant, son intérêt architectural n’échappe pas à l’historien Jules Gauthier qui le visite à la fin du siècle. De son passage, il reste quelques croquis sommaires, conservés aux Archives du Doubs.
En 1932, la famille de Grivel vend le château à son fermier, Joseph Cornevaux, grand-père du propriétaire actuel, avec, en prime, ce qu’il reste de l’ancienne maison forte.
Le château fait l’objet d’un classement au titre des monuments historiques depuis mai 1984.
Le site du château est un site classé par arrêté du 13 juin 1913 pour son caractère historique et pittoresque.

## Description

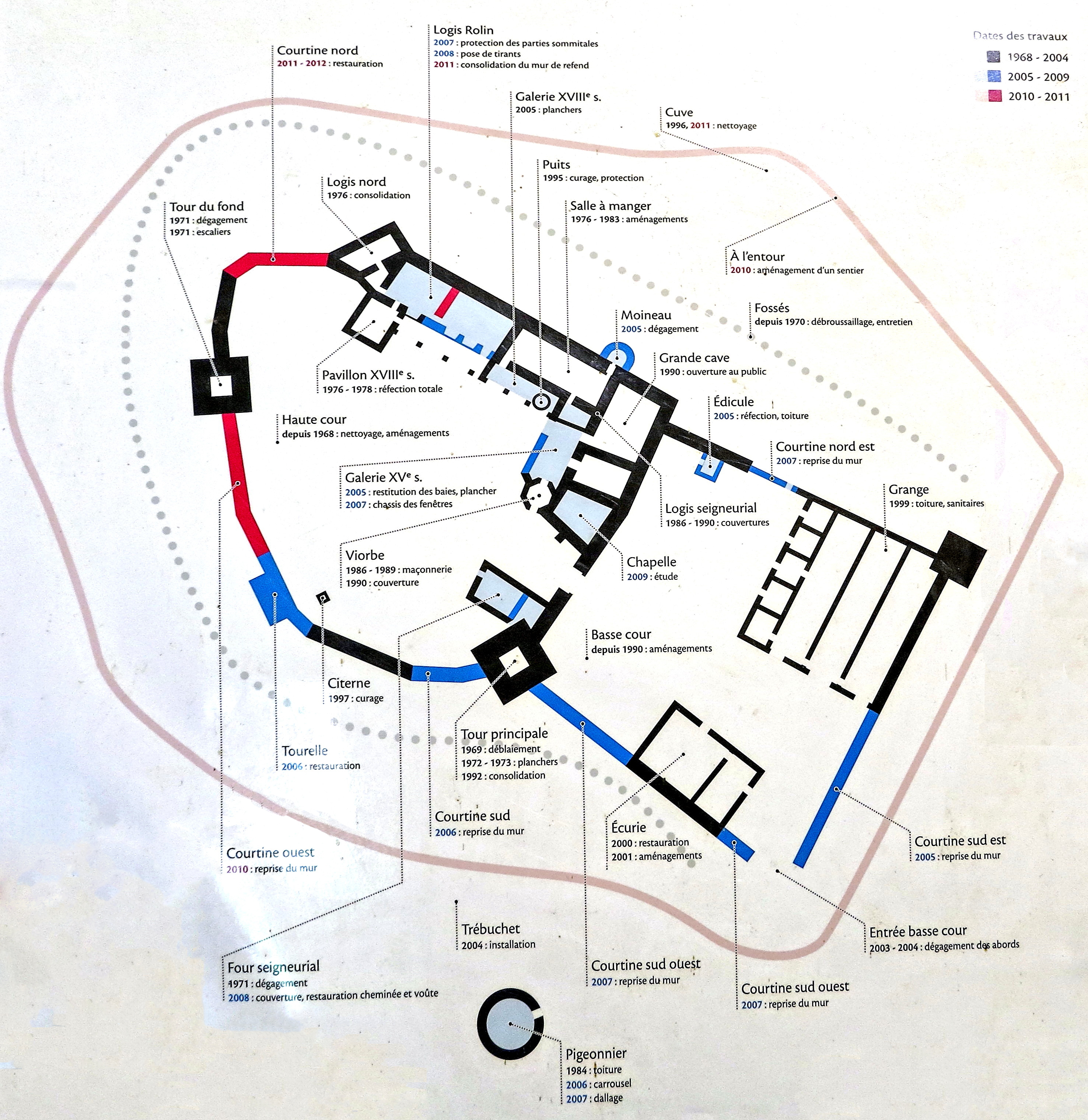
Le plan du château.

Le château est édifié au bord d’un plateau calcaire dont le relief naturel assure la défense côté nord. Les autres côtés sont protégés par un rempart semi-circulaire comprenant un donjon (aujourd’hui disparu) et trois tours carrées reliés par des courtines. Ce rempart est entouré d’un profond fossé creusé dans le calcaire atteignant par endroits dix mètres de profondeur et près de vingt mètres de largeur. L’ensemble délimite la haute cour ou cour d’habitation.
Côté est, une seconde enceinte entoure la basse cour. Celle-ci communiquait avec la haute cour grâce à un passage dans la courtine protégé par un pont-levis. On y trouve les granges et les écuries.
La haute cour rassemble le logis seigneurial (anciennement le donjon), diverses habitations du XIIe et du XVe siècle qui sont adossées contre l’enceinte, la chapelle, le four, le puits.
A l'extérieur, à côté du potager, a été érigé un imposant pigeonnier.

Les remparts
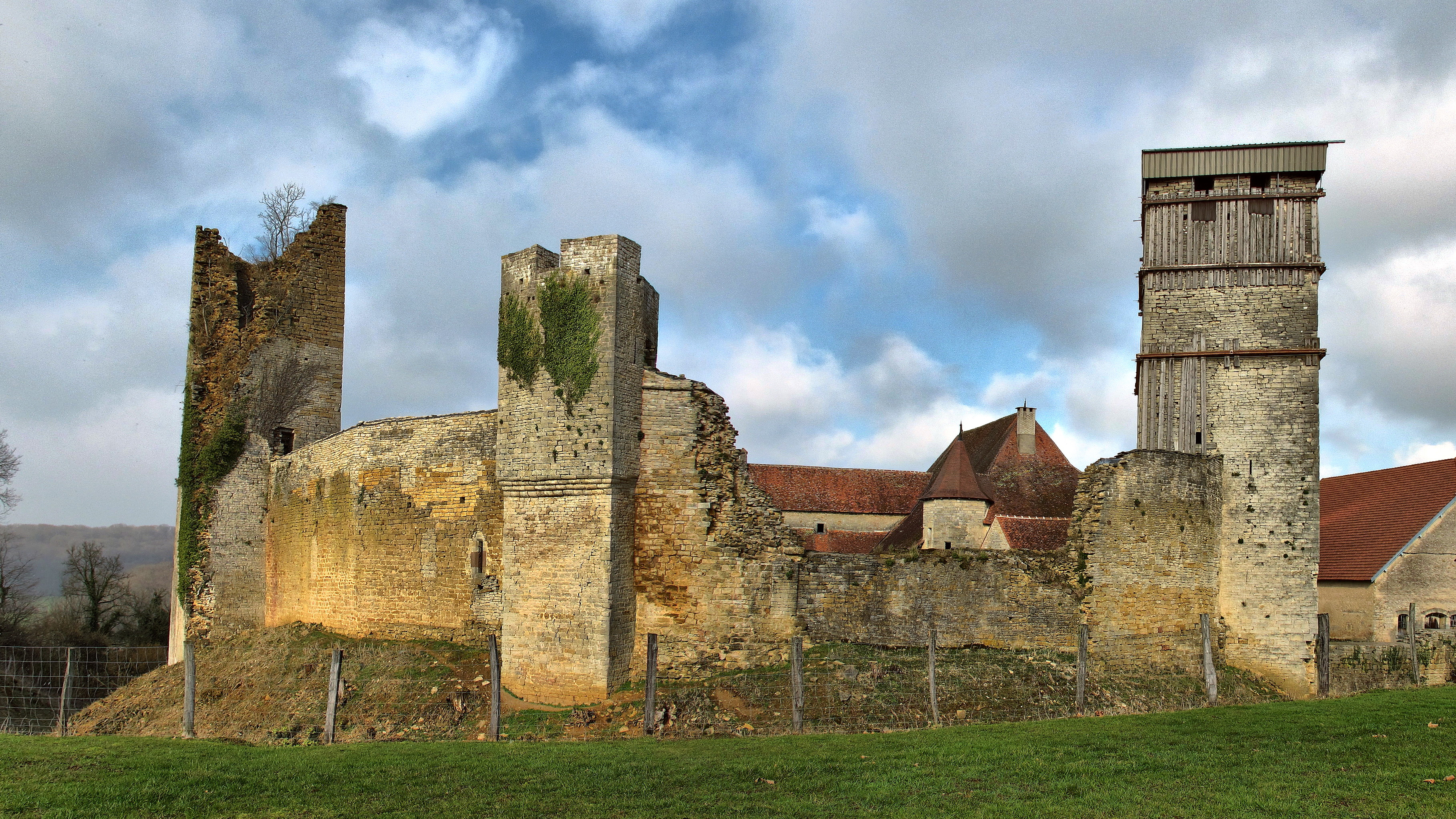
Rempart sud-ouest.
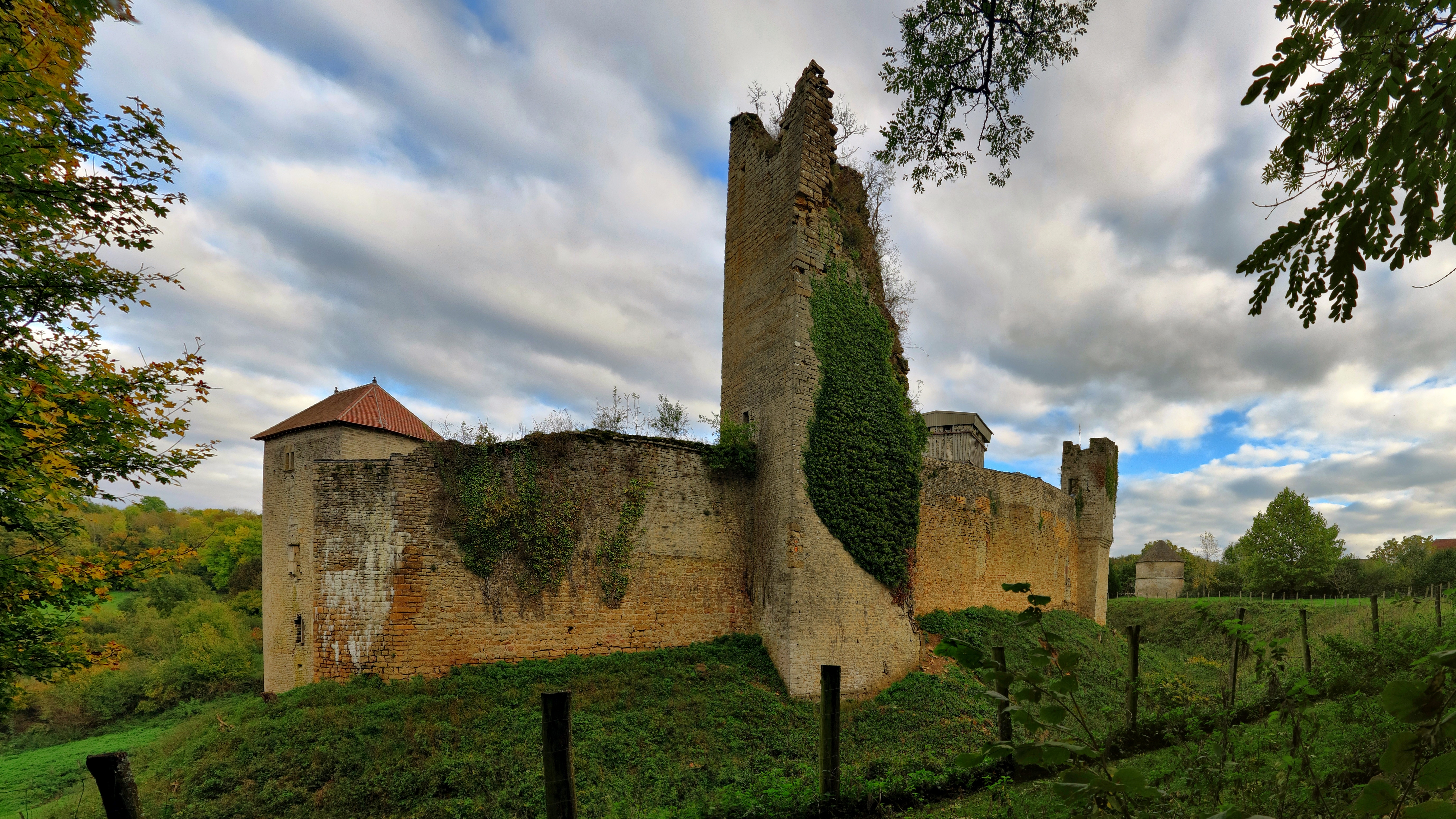
Rempart nord-ouest et le fossé.
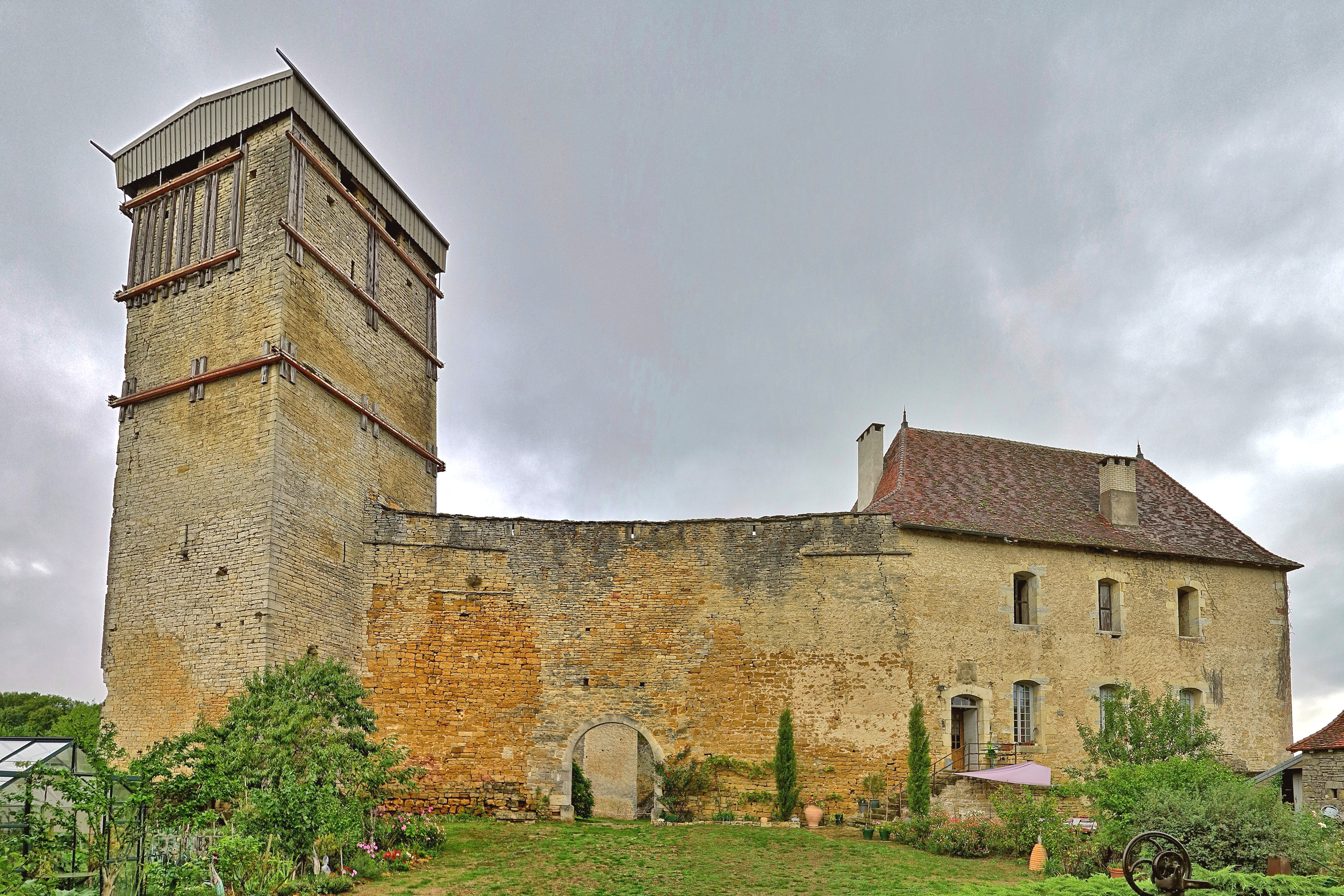
Courtine est avec porche d'entrée dans la haute cour.

La haute cour
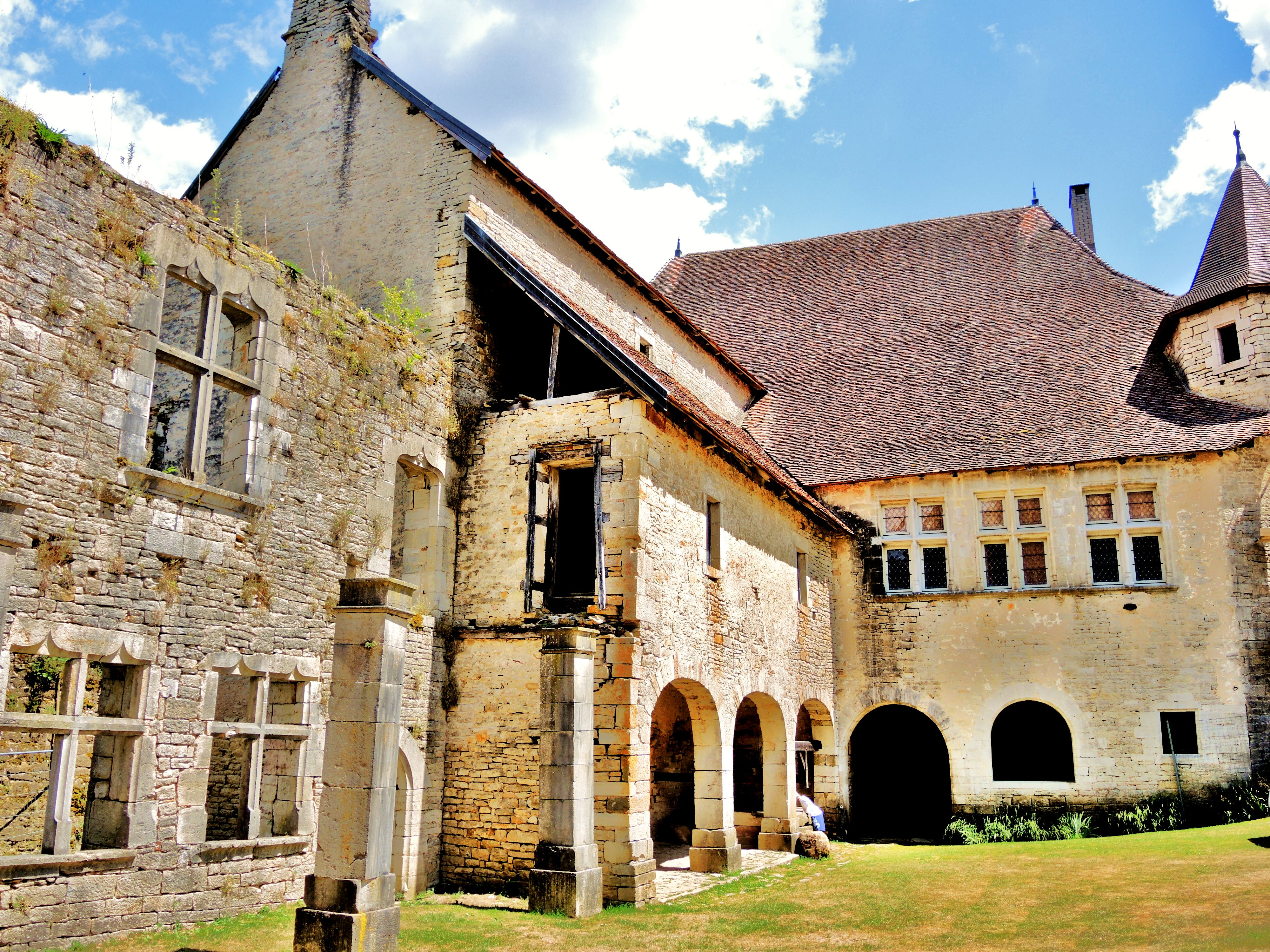
Arcades et galerie à l'italienne.
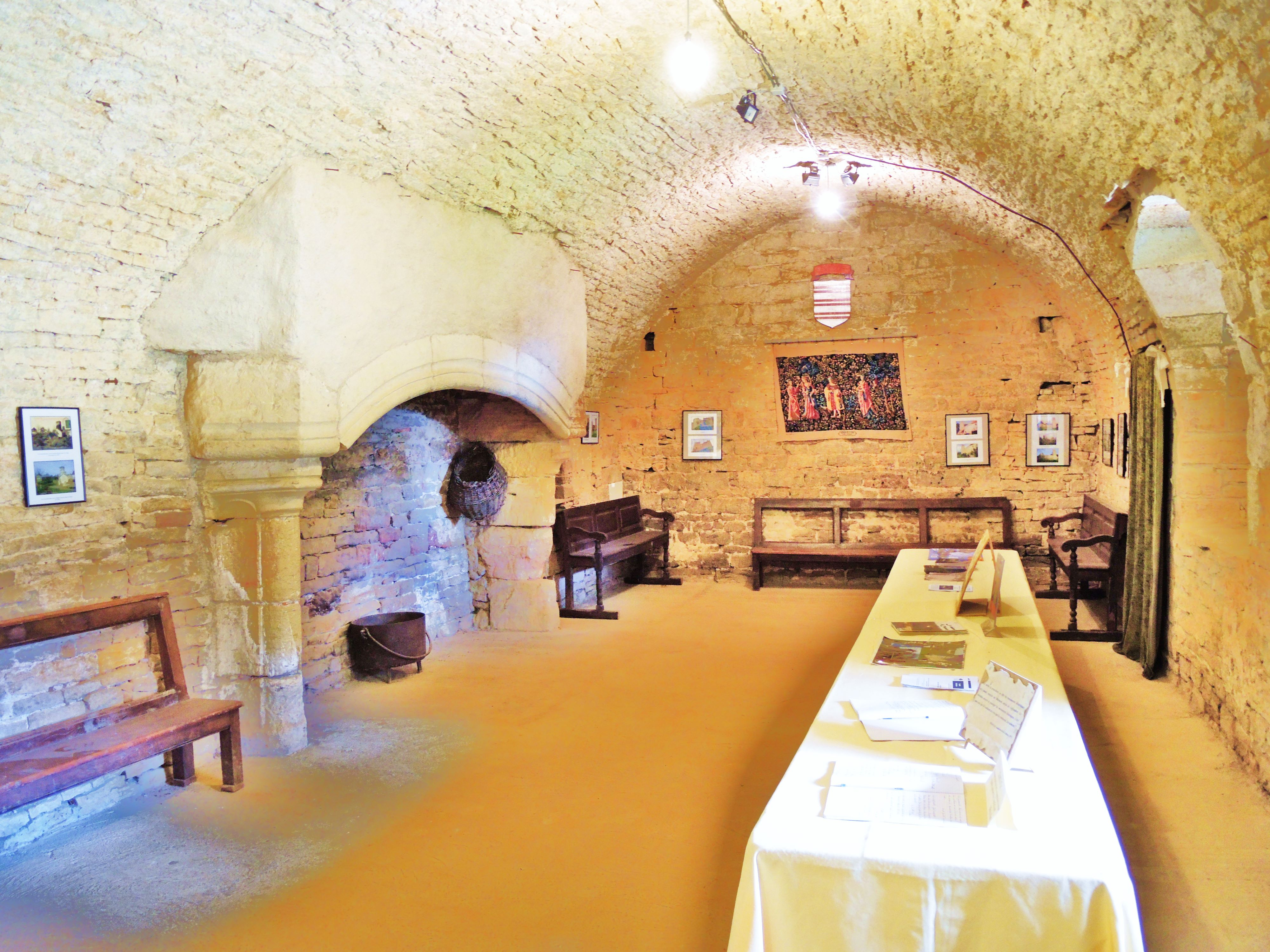
La salle à manger.
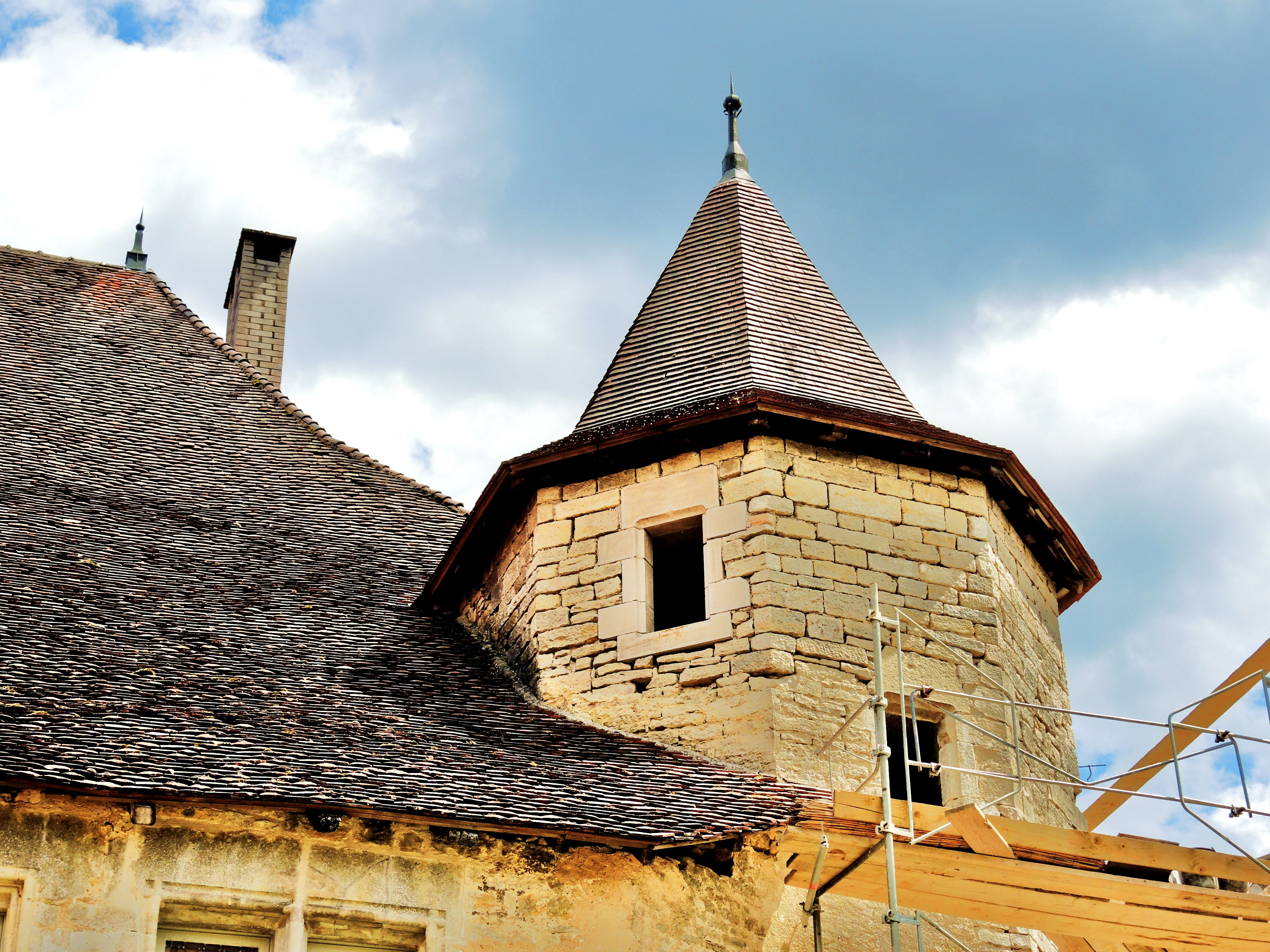
Toit de la viorbe.
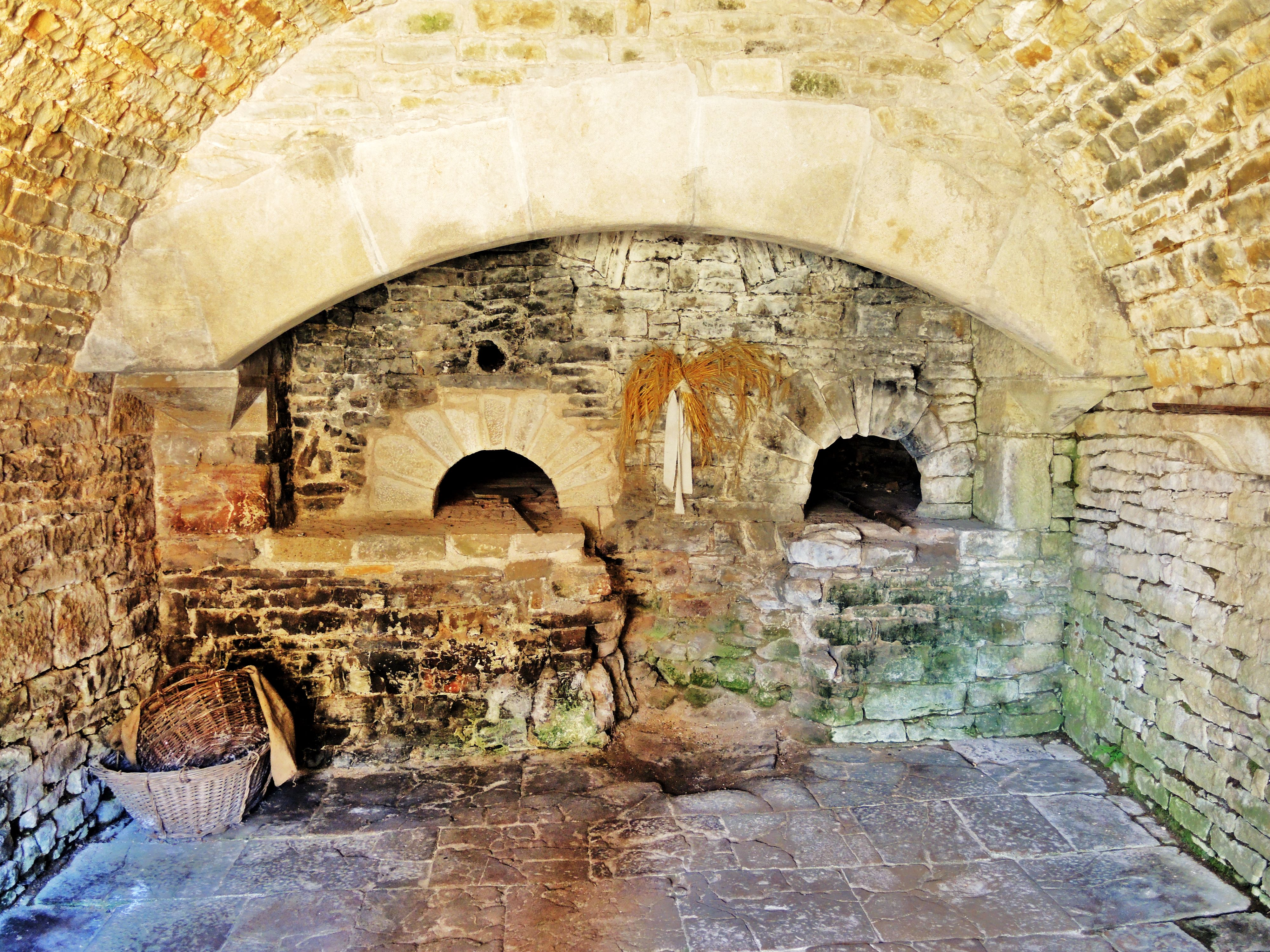
Four à pain du château.
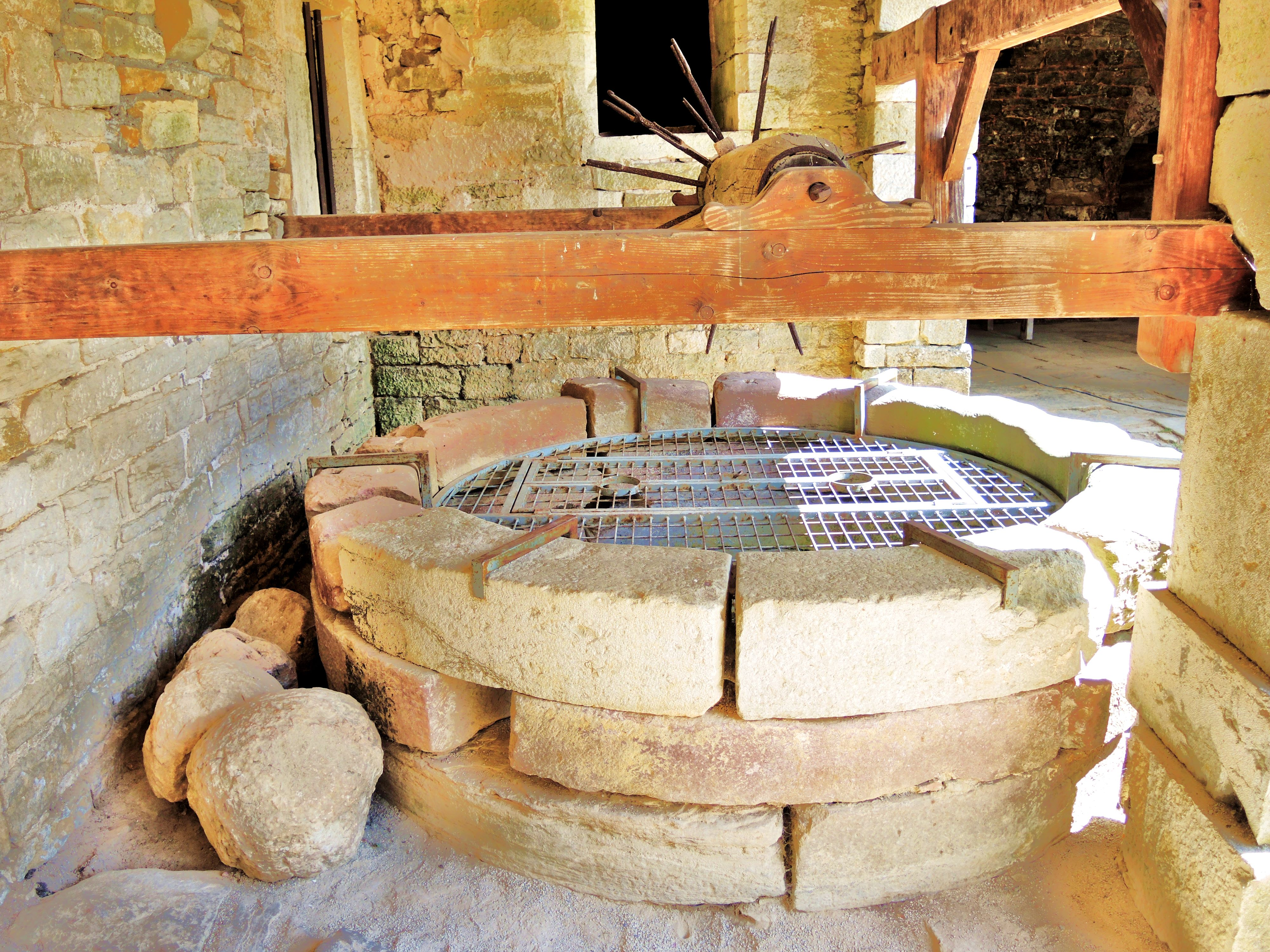
Le puits. Profondeur: 22,5 mètres.

Le pigeonnier
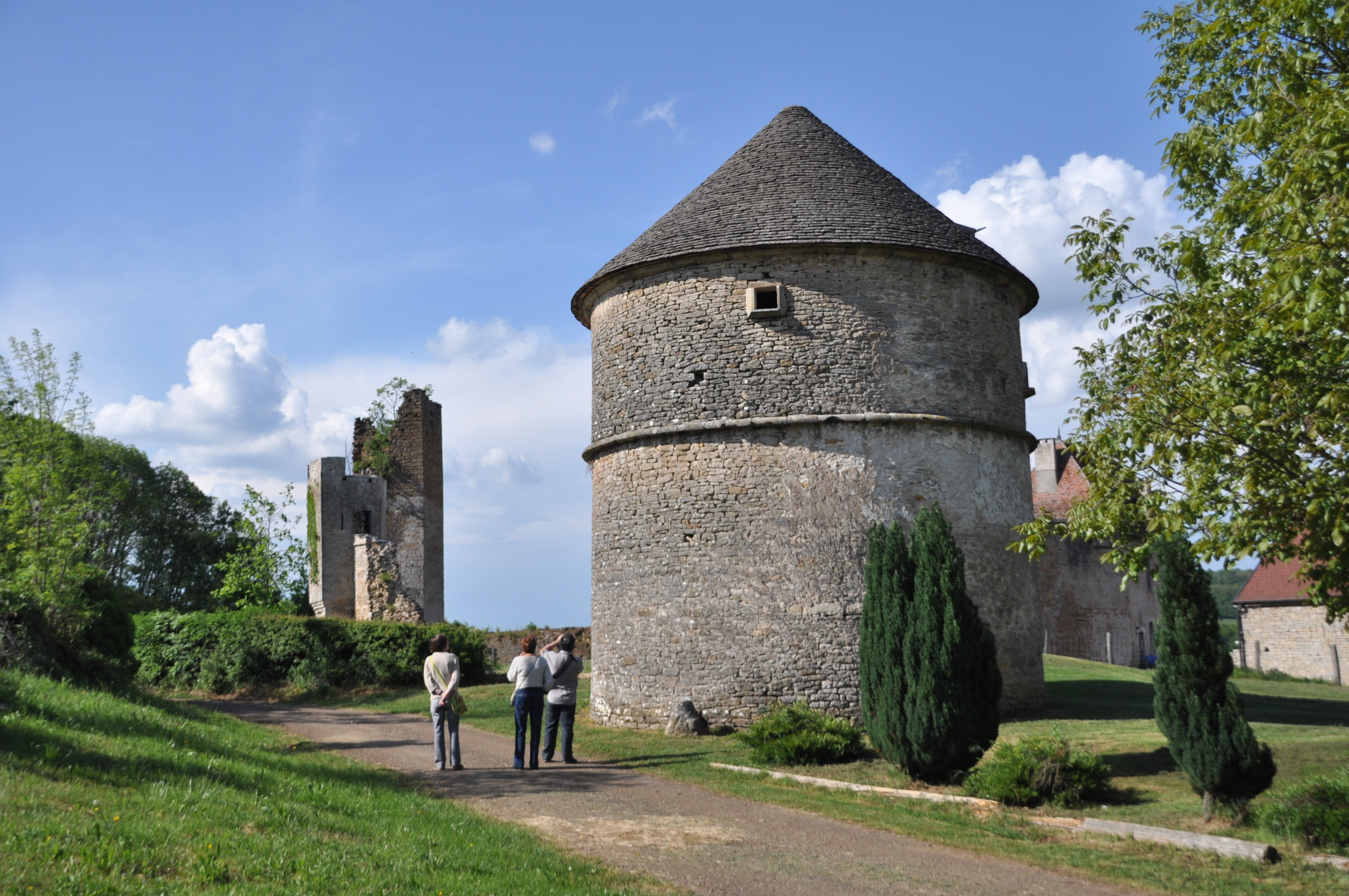
Pigeonnier.
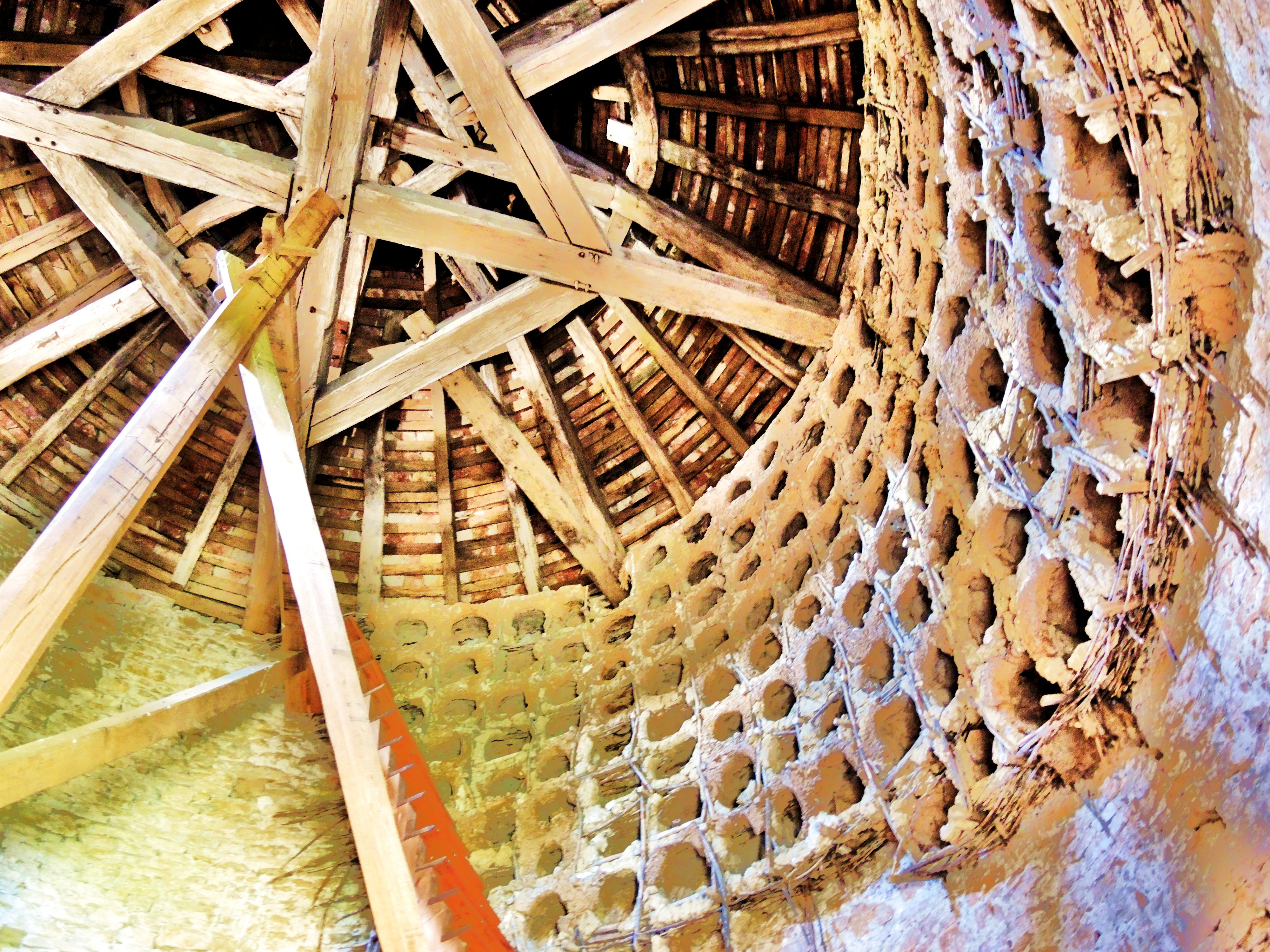
Intérieur du pigonnier avec les boulins en torchis.